# Военная академия связи имени С. М. Будённого

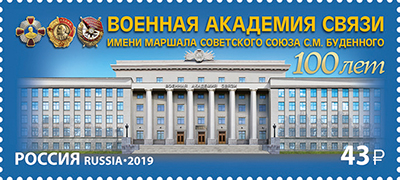
Здание академии и её государственные награды на почтовой марке России 2019 года. Марка посвящённая 100-летию академии.

Военная орденов Жукова и Ленина Краснознаменная академия связи имени Маршала Советского Союза С. М. Буденного (Военная академия связи) — высшее военное учебное заведение Министерства обороны Российской Федерации, расположенное в Санкт-Петербурге. Основано в 1919 году.

## История
8 ноября 1919 года приказом Реввоенсовета Республики была основана Высшая военная электротехническая школа комсостава Рабоче-крестьянской Красной Армии на базе Офицерской электротехнической школы Русской императорской армии. Эта дата считается днём основания академии. Первоначально действовала по месту дислокации Офицерской электротехнической школы в городе Сергиев Посад.
В июне 1921 года приказом РВС Республики на базе Военной электротехнической школы была образована Военная электротехническая академия РККА и флотов (ВЭТА) с пятилетним курсом обучения. В 1923 году Военная электротехническая академия РККА и флотов переведена в Петроград. 1 сентября 1923 года РВС Республики издал приказ о её объединении с Военно-инженерной академией РККА в Военно-инженерную и электротехническую академию РККА.
В 1925 году Электротехнический факультет академии выделен из её состава и передан в Ленинградский электротехнический институт имени В. И. Ульянова-Ленина в качестве Военного электротехнического отделения. При этом его преподаватели и слушатели оставались на действительной военной службе.
В октябре 1929 года Военное электротехническое отделение передано из Ленинградского электротехнического института имени В. И. Ульянова-Ленина в Военно-техническую академию РККА им. Ф. Э. Дзержинского в качестве Электротехнического факультета. В августе 1932 года Электротехнический факультет выведен из состава Военно-технической академии РККА им. Ф. Э. Дзержинского и на его базе создана новая Военная электротехническая академия РККА. В ней были созданы командный, радиотехнический, проводной связи, энергетический, электромеханический и промышленный факультеты. 25 апреля 1933 года академии присвоено имя С. М. Будённого. В том же году она была передана в подчинение Начальника связи Красной Армии. Приказом Народного комиссара обороны СССР от 21 января 1941 года академия стала именоваться Военной электротехнической академией связи РККА.
Во время Великой Отечественной войны академия действовала в эвакуации в Томске с ноября 1941 по июль 1944 года.
На основании директивы Генерального штаба Советской армии от 5 июля 1946 года академия стала именоваться Военной Краснознамённой академией связи им. С. М. Будённого.
В 1952 году академия была разделена и на её базе были созданы две академии: Военная академия связи (командная) и Военная инженерная академия связи имени С. М. Будённого. Однако жизнь быстро показала несостоятельность такого разделения и в 1957 году они вновь объединяются в одну — Военную академию связи имени С. М. Будённого. В такой форме она существовала последующие 40 лет.
29 августа 1998 года Постановлением Правительства Российской Федерации № 1009 Военная академия связи преобразована в Военный университет связи с филиалами в городах Рязани, Кемерове,Ульяновске. Но шесть лет спустя, 9 июля 2004 года, постановлением Правительства Российской Федерации № 937-р Военный университет связи преобразован в Военную академию связи имени С. М. Будённого (ВАС им. Будённого). Кроме подготовки специалистов связи для всех родов и видов войск Российской Федерации, Академия осуществляет подготовку специалистов для вооружённых сил 35 государств.
Основной корпус Академии расположен по адресу Тихорецкий пр., 3, один из факультетов Академии находится в здании по адресу Суворовский пр., 32.

## Структура академии
ВАС располагает развитой инфраструктурой, включающей учебные корпуса, общежития, учебно-научная библиотека, спортивно-физкультурный комплекс, бассейн, стрелковый тир.
Факультеты
- Факультет радиосвязи
- Факультет автоматизированных систем управления
- Факультет многоканальных телекоммуникационных систем
- Командный факультет
- Специальный факультет
- Факультет переподготовки и повышения квалификации

На базе факультетов функционируют 22 кафедры.
Выпускникам академии присваивается воинское звание ЛЕЙТЕНАНТ и квалификация «инженер».
Отделение среднего профессионального образования
Выпускникам отделения присваивается воинское звание «прапорщик» и квалификация «техник».
Выпускники предназначены для прохождения службы в частях, соединениях, учреждениях связи всех видов Вооружённых Сил Российской Федерации, других министерств и ведомств в первичных должностях: техник, начальник аппаратной и других должностях, соответствующих его квалификации.
Кадетский корпус (школа IT-технологий)

## Награды академии
- Орден Жукова (16 июля 2019, награждена Указом Президента России № 334 за заслуги в укреплении обороноспособности страны и подготовке квалифицированных военных кадров)
- Орден Ленина (1968)
- Орден Красного Знамени (1944)
- Боевой орден «За заслуги перед народом и Отечеством» в золоте (ГДР, 1972)
- Орден «Народная Республика Болгария» I степени (Постановление правительства НРБ, 1974)
- Командорский Крест со звездой ордена Заслуг перед Польской Народной Республикой» (Указ Государственного Совета ПНР, 1979)
- Орден Боевого Красного Знамени (Указ Президиума Великого Народного Хурала МНР, 1980)
- Орден Военных заслуг I степени (Указ Государственного Совета СРВ, 1983)
- Орден Красного Знамени (Указ Президента ЧССР, 1985)

## Начальники академии
- 1919—1921 — А. В. Бобинский
- 1921—1922 — Е. А. Бернарделли
- 1922—1927 — A. К. Овчиников
- 1928—1932 — профессор E. A. Свирский
- 1932—1937 — дивинженер (с 1935) K. E. Полищук
- 1937—1938 — комбриг M. И. Дратвин
- 1938—1938 — дивинженер H. H. Андреев
- 1938—1942 — бригадный инженер, с 1940 генерал-майор войск связи B. M. Говядкин
- 1942—1944 — генерал-майор войск связи A. Г. Лапкин
- 1944—1949 — генерал-лейтенант войск связи К. Х. Муравьёв
- 1949—1951 — генерал-лейтенант войск связи П. Д. Мирошников
- 1951—1961 — генерал-лейтенант войск связи B. B. Звенигородский
- 1961—1974 — генерал-полковник войск связи А. А. Фролов
- 1974—1978 — генерал-лейтенант войск связи, с мая 1976 генерал-полковник войск связи А. П. Борисов
- 1978—1988 — генерал-лейтенант войск связи, с мая 1984 генерал-полковник войск связи Н. Г. Попов
- 1988—1991 — генерал-лейтенант П. Н. Барашков
- 1991—1995 — генерал-лейтенант Г. Г. Савин
- 1995—1998 — генерал-лейтенант С. Р. Лигута
- 1998—2002 — генерал-лейтенант Е. А. Карпов
- 2002—2009 — генерал-лейтенант А. Л. Кременчуцкий
- 2009—2010 — генерал-майор С. А. Будилкин
- 2010—2024 — генерал-лейтенант С. В. Костарев
- 2024—н. в.— генерал-майор Г. А. Тучин

## Известные выпускники и преподаватели
- Категория:Персоналии:Военная академия связи